# Gobierno Nacional polaco (1863-1864)
El Gobierno Nacional polaco (en polaco: Rząd Narodowy) fue una autoridad suprema polaca clandestina durante el Levantamiento de Enero (1863-1864), una insurrección a gran escala durante la partición rusa de los antiguos territorios de la República de las Dos Naciones. Tenía forma colegiada, residía en Varsovia y estaba dirigida por Karol Majewski. Fue concebido como un gobierno temporal y funcionó como una institución administrativa con muchos ministerios y departamentos.
Durante 1863-1864 fue un verdadero gobierno en la sombra apoyado por la mayoría de los polacos que incluso pagaban impuestos por él, y un problema importante para la policía secreta rusa (Tercera Sección). "Organizó una de las primeras campañas de guerra de guerrillas urbanas del mundo", según Norman Davies. Se convirtió en el prototipo del Estado secreto polaco durante la Segunda Guerra Mundial.
Fue diseñado para poder unir a Polonia en una lucha nacional y reclamó todas las tierras de la República de las Dos Naciones anteriores a la partición.
El último "dictador" del Gobierno Nacional fue Romuald Traugutt, que fue detenido la noche del 10 al 11 de abril de 1864 por las autoridades rusas. Con su ejecución, el Levantamiento tuvo su fin simbólico.

## Legado
El Gobierno Nacional fue una inspiración para muchos polacos durante el resto del siglo XIX y principios del XX, incluido Józef Piłsudski, quien se inspiró en él para crear sus Legiones Polacas. En los documentos oficiales de la época, Piłsudski utiliza el nombre de Rząd Narodowy con el escudo de armas del Levantamiento de Enero de 1863.
Todos los veteranos caídos y participantes en el gobierno fueron condecorados póstumamente con la Cruz de la Independencia por el presidente polaco Ignacy Mościcki el 21 de enero de 1931, en la ya independiente Polonia.